# Loris Zanotti
Loris Zanotti (ur. 13 września 1962) – sanmaryński piłkarz występujący na pozycji pomocnika, 8-krotny reprezentant San Marino.

## Kariera klubowa
W trakcie gry dla reprezentacji San Marino (1990-1993) był zawodnikiem klubów SS Juvenes oraz AC San Marino.

## Kariera reprezentacyjna
14 listopada 1990 roku zadebiutował w reprezentacji San Marino w przegranym 0:4 meczu przeciwko Szwajcarii. Było to pierwsze w historii oficjalne spotkanie rozegrane przez San Marino. Podczas eliminacji Mistrzostw Świata 1994 dwukrotnie wystąpił w meczach przeciwko Polsce (0:1 i 0:3). Ogółem w latach 1990-1993 8-krotnie wystąpił w reprezentacji, nie zdobył żadnej bramki.